# Полуинвариант (комбинаторика)
Полуинвариант — характеристика объекта которая изменяется монотонно в некотором определённом смысле при заданных преобразованиях.
Например, числовой полуинвариант обычно не убывает или не возрастает.
Обычно полуинвариант используется при доказательстве того, что применение данного алгоритма приводит к определённому состоянию.

## Примеры
- Солдаты Конвея — одна из классических задач на полуинвариант.